# Carpeta

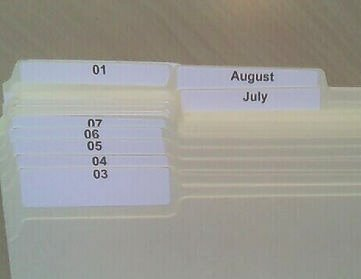
Carpeta archivadora

Una carpeta (fólder en algunos países) es un objeto que se utiliza para agrupar y proteger papeles sueltos. 
Las carpetas de archivo consisten generalmente en una lámina de cartón gruesa doblada por la mitad con una superficie superior a la de un papel DIN A4. Existen otros tamaños en función de los documentos a almacenar, como lo es el tamaño oficio. Los documentos se guardan en su interior agrupados por temáticas comunes. Se utilizan a menudo en combinación con un archivador para su almacenaje. Las carpetas de archivo se pueden comprar en las tiendas de material de oficina. En el Reino Unido, una de las más viejas y mejores compañías de carpetas conocidas es Railex. La Smead Manufacturing Company tiene un nivel similar en los Estados Unidos.[cita requerida]

## Uso
Las carpetas generalmente se etiquetan para identificar el material que se encuentra en el interior. Las carpetas se pueden etiquetar directamente en la lengüeta con un bolígrafo o con un lápiz. Otros escriben en las etiquetas adhesivas que se ponen en las lengüetas. Hay también los marcadores electrónicos que se pueden utilizar para hacer las etiquetas.
Algunas impresoras permiten la alimentación e impresión directa sobre las carpetas, facilitando la tarea de identificarlas y personalizarlas mediante la escritura o la colocación de gráficos e imágenes con procesadores de texto e imágenes comunes. A su vez, es posible personalizar y crear carpetas membretadas con fines académicos y comerciales, mediante el uso de técnicas como la serigrafía.[cita requerida]

### Materiales
Las carpetas se pueden hacer de plástico o de papel. Cuando se utiliza el papel, es preferible que esté hecho de la celulosa de fibra larga, como papel Kraft o papel de Manila. Existe una gran variedad de colores para su fabricación, en función del material. Para las carpetas de papel, el más común de ellos es el amarillo claro (también llamado papel manila), así como tonalidades pastel: azul, rosa y verde. A la vez, existen tonos neón como el amarillo, naranja, azul, morado y blanco. Estos con fines de estética o clasificación visual.[cita requerida]
Dada la naturaleza del material, algunas compañías ofrecen carpetas con acabados especiales como texturas, motivos impresos y adornos destinados a la clasificación o gusto personal, y también pueden ser una forma de agente publicitario u objeto de colección.[cita requerida]

## Modalidades de carpetas

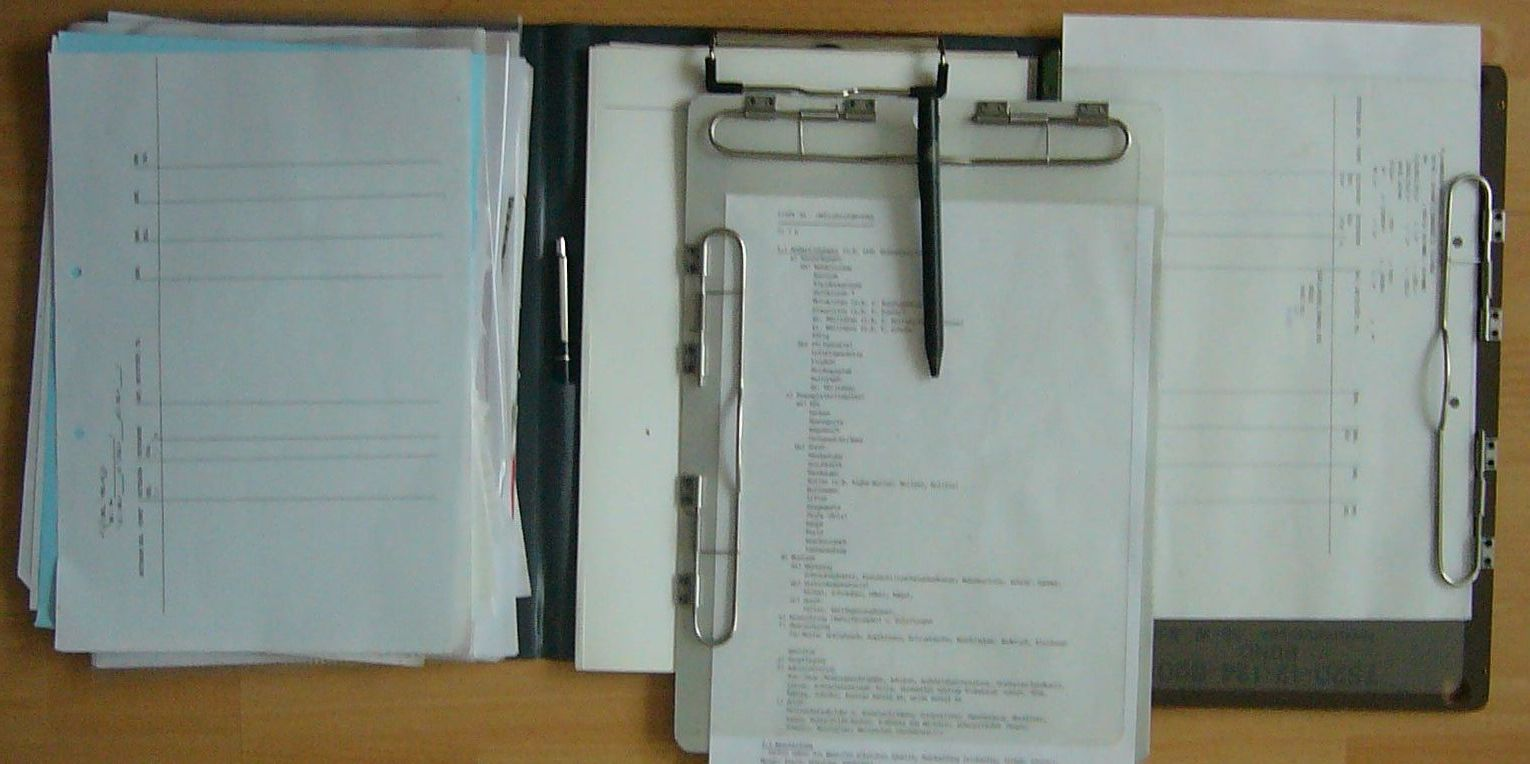
Carpetas con clip

- Carpetas con gomas. Las carpetas con gomas consisten en una plancha de cartón doblada por la mitad dentro de la cual se guardan documentos. En una de sus caras presenta cuatro orificios, dos reunidos en el centro en su parte superior, dos en los extremos en el centro del plano, por los cuales se introducen unas gomas elásticas. Las gomas se pasan por encima del pliego opuesto manteniendo la carpeta cerrada e impidiendo que caigan los documentos por sus laterales.
- Carpetas de congreso. Son estructuras que contienen el material necesario para asistir a una reunión o conferencia. Consisten en dos piezas de cartón enfundadas o acolchadas que se abren como una carpeta. En su interior, constan de una funda para introducir un bloc de notas, así como otros objetos, como portabolígrafos, bolsas para documentos o bolsas para tarjetas de visita.
- Carpetas con clip. [Portapapeles]. Son carpetas destinadas a tomar notas. En lado derecho o superior se sujetan los documentos mediante un clip o mordaza. El mecanismo se sitúa en el extremo superior o lateral de la misma y sujeta las hojas por un sistema de presión. Cuando se quiere extraer una, se libera el mecanismo y se vuelve a cerrar mediante una palanca o acción de resorte del mecanismo.
- Carpetas con abrazadera [Carpeta de Broche Baco]. Son carpetas destinadas a guardar documentos con perforaciones laterales. Suelen ser de plástico y cuentan con fijadores de plástico o metal que se introducen por los orificios y por una abrazadera del mismo material. La abrazadera se presiona contra los documentos y los fijadores se doblan sobre ella para mantenerla en una posición fija. Comúnmente usadas en Ámbitos escolares para la entrega de trabajos escritos y oficinas para el archivo de expedientes legales y listas que no pueden ser encuadernadas o engargoladas por diversos motivos, entre ellos la necesidad de añadir o retirar hojas posteriores.
- Carpetas portamenús. Son carpetas destinadas a introducir las cartas de los establecimientos de hostelería. Se caracterizan por su excelente presentación exterior con fundas de materiales de alta calidad que pueden llegar a ser de piel y acabados llamativos como dorados o relieves. Cuentan con fundas interiores para introducir las cartas, que se fijan con tornillos a una estructura central, de tal modo que pueden añadirse o retirarse a voluntad.
- Carpetas portadocumentos. Son carpetas adaptadas al tamaño de determinados papeles, como la documentación obligatoria del automóvil.

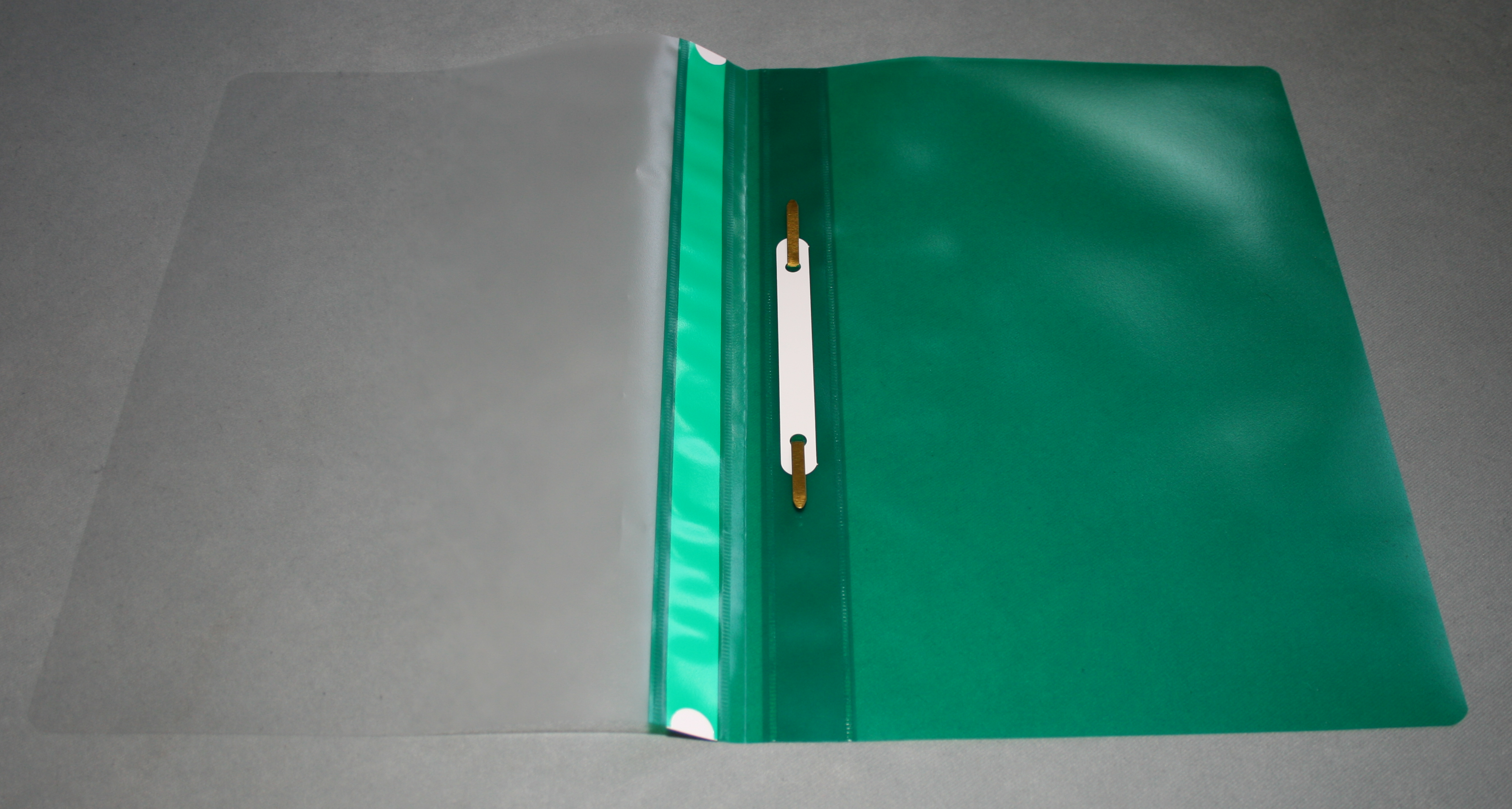
Carpeta con abrazadera
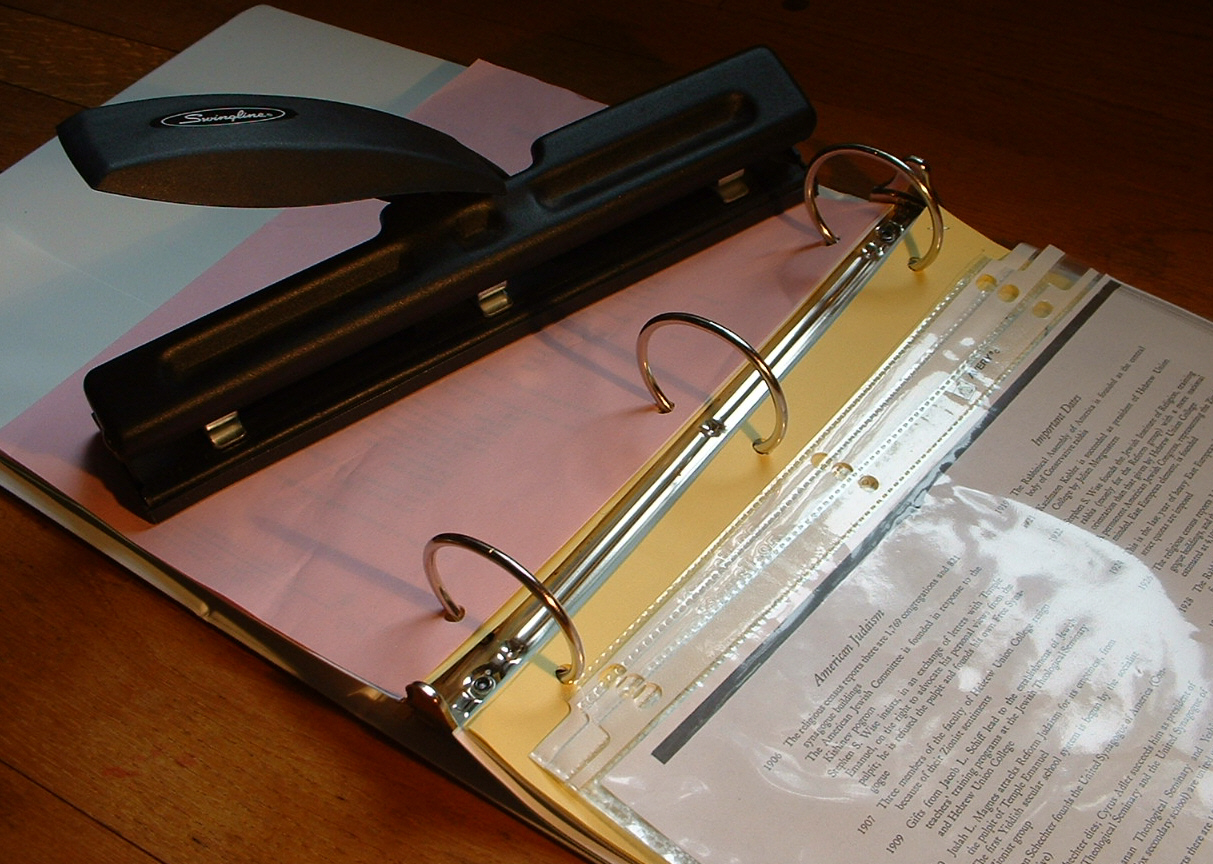
Carpeta para fundas con tres agujeros y taladro
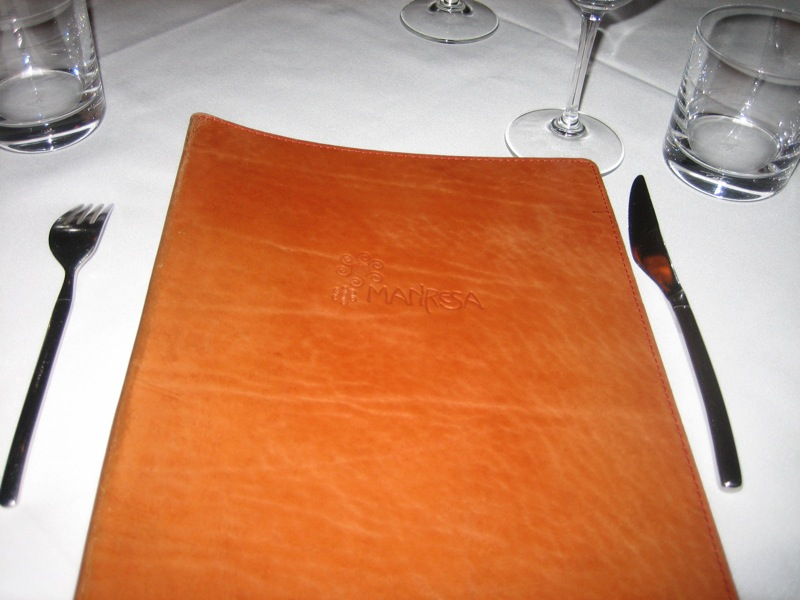
Carpeta portamenús

- Datos: Q2429918
- Multimedia: File folders / Q2429918